# Diritto di ritiro dell'opera dal commercio
Il diritto di ritiro dell'opera dal commercio, detto anche diritto di pentimento, è la facoltà, concessa all'autore in determinate circostanze, di ritirare la propria opera dal mercato. Coloro che hanno acquistato i diritti di riproduzione, diffusione, esecuzione o rappresentazione dell'opera ritirata sono tutelati da un'indennità che l'autore stesso dovrà fornir loro entro una data scadenza. Dopo la sospensione ufficiale dell'opera dal commercio, sanzioni civili e penali sono applicate a chiunque continui a riprodurla, diffonderla o rappresentarla.

## Capo II: Trasmissione dei diritti di utilizzazione
Il ritiro dell'opera dal commercio è disciplinato dagli art. 142-143 della legge sul diritto d'autore 633 del 22 aprile 1941, Titolo III (disposizioni comuni), sezione V. Il diritto è esteso ad ogni tipo di opera creativa e incluse le opere che derivano da quella originale, create successivamente da altri individui. L'autore può però limitare la propria richiesta a una sola o ad alcune forme di utilizzazione.
La richiesta di ritiro dal commercio deve essere motivata da gravi ragioni morali (che possono essere di natura etica, morale, religiosa, politica o semplicemente essere in contrasto con il mutato pensiero dell'autore), la cui sussistenza deve essere valutata e confermata dall'autorità giudiziaria. Dopo che l’opera è stata ritirata dal commercio, l’autore è libero di autorizzarne nuovamente l’immissione in un secondo momento, se le gravi ragioni morali causanti il ritiro non sussistano più, ad esempio dopo la modifica dell'opera.
Il diritto di ritiro dell’opera dal commercio, all'interno della legge sul diritto d’autore, è collocato nel capo dedicato alla “trasmissione dei diritti di utilizzazione“. Questo diritto, se pur la sua collocazione tenderebbe a qualificarlo come diritto patrimoniale, poiché riguarda direttamente la personalità dell'autore, è un diritto personale (espresso chiaramente dal comma 2 dell’art 142 L.d.A) e non può essere esercitato da nessuno al di fuori dell'autore stesso. A differenza dei diritti di natura personale, però, alla morte dell'autore esso non può essere esercitato dai soggetti indicati dall’art. 23, l. 633/1941 (ovvero dal coniuge e dai figli; in mancanza dai genitori o da altri ascendenti e discendenti diretti; in mancanza dai fratelli, dalle sorelle e dai loro discendenti).
Nel caso di un'opera creata da più individui è necessaria l'approvazione di tutti gli autori in quanto, essendo i contributi dei partecipanti indistinguibili e inscindibili, i diritti patrimoniali d’autore sull’intera opera appartengono, salvo diverso accordo, a tutti i coautori. Nel caso di un'opera collettiva, invece, l'autore proprietario di buona parte dell'opera può decidere di ritirarla solo previo risarcimento agli altri coautori, il quale sarà comprensivo sia del danno emergente che del lucro cessante.
Per l’esercizio del diritto, l’autore deve comunicare la propria volontà tramite raccomandata con avviso di ricevimento, per i cessionari o concessionari dell'opera, e mediante una dichiarazione da depositare in doppio originale all’Ufficio della proprietà letteraria, artistica e scientifica, destinata alla Presidenza del Consiglio dei Ministri. Questa dichiarazione, consegnata personalmente o per mezzo di procuratore, viene annotata nel registro pubblico delle opere protette.                                                                                                                                                                                                                                                                                 Nella dichiarazione devono essere indicati:
- Il nome e la residenza dell'autore.
- Lo pseudonimo nel caso di opera pseudonima.
- Il nome e la sede della impresa editrice o produttrice.
- La data di pubblicazione dell'opera.
- Il numero d'ordine del deposito eseguito.
- Ogni altro elemento utile ad identificare l'opera.

Dopo settanta anni dalla morte dell'autore stesso, ovvero dopo l'estinzione del diritto d'autore, l’opera diviene di pubblico dominio. Questo permette la libera utilizzazione da parte di chiunque ne abbia interesse, anche se con obiettivi economici, purché venga rispettato il diritto morale alla titolarità artistica.
Sezione V - Ritiro dell'opera dal commercio

L'art 142 della legge 633/41 definisce quali debbano essere i motivi e gli obblighi per l'autore al fine di ritirare la sua opera dal commercio. In particolare definisce:
- "L'autore, qualora concorrano gravi ragioni morali, ha diritto di ritirare l'opera dal commercio, salvo l'obbligo di indennizzare coloro che hanno acquistati i diritti di riprodurre, diffondere, eseguire, rappresentare o spacciare l'opera medesima."
- "Questo diritto è personale e non è trasmissibile."
- L'autore deve comunicare le sue intenzioni agli individui ai quali ha ceduto i suoi diritti e alla Presidenza del Consiglio dei Ministri
- Allo scadere di un anno dalle ultime pubblicazioni e notifiche, gli interessati possono rivolgersi all'autorità giudiziaria per contrastare la decisione dell'autore o per avere il risarcimento del danno.

L'art. 143 definisce quali siano i compiti dell'autorità giudiziaria a seguito dell'applicazione di tale diritto. In particolare definisce: 
- Nel caso in cui le gravi ragioni morali dell'autore siano accettate come tali, l'autorità giudiziaria impone il divieto di riprodurre, eseguire, diffondere e rappresentare l'opera garantendo agli interessati l'indennità che riceveranno definendone l'importo e il termine per il pagamento.
- "L'autorità giudiziaria può anche pronunciare provvisoriamente il divieto con decreto su ricorso, se sussistono ragioni di urgenza, prima della scadenza del termine indicato nell'ultimo comma dell'articolo precedente, previo, occorrendo, il pagamento di una idonea cauzione."
- La sentenza viene annullata nel caso in cui al termine della scadenza per il pagamento della somma, l'indennità non è stata ancora risarcita.
- Sanzioni civili e penali per violazione al diritto d'autore sono applicate a chiunque continui la diffusione, riproduzione, esecuzione e rappresentazione dell'opera dopo l'ufficiale uscita dal mercato dell'opera in questione.